# Tu veneno
Tu veneno (рус. Твой яд) — второй студийный альбом уругвайской певицы и актрисы Наталии Орейро, выпущенный 8 августа 2000 года.

## Об альбоме
Наталья Орейро продолжила свою музыкальную карьеру со своим вторым альбомом Tu Veneno и выступлениями на Gala de la Hispanidad, Gala de Murcia (оба в Испании) и Festival de la Calle 8 в Майами. Ее самым важным появлением было участие в престижном латиноамериканском телешоу Sábado Gigante Internacional, ведущим которого был Дон Франсиско. Главным достижением Натальи в то время было ее музыкальное выступление в Чили на фестивале Винья-дель-Мар в 2001 году, за которое она была получила статус королевы этого мероприятия. Альбом получил номинацию на латиноамериканскую премию Грэмми за лучший поп-альбом, но проиграл Mi Reflejo Кристины Агилеры. По всему миру было продано более 3 600 000 копий Tu Veneno.

## Список композиций
| №   | Название                                                                                        | Автор(ы)                                                  | Длительность |
| --- | ----------------------------------------------------------------------------------------------- | --------------------------------------------------------- | ------------ |
| 1.  | «Tu veneno» (рус. Твой яд)                                                                      | Фернандо Лопес Росси                                      | 3:00         |
| 2.  | «Rio de La Plata» (рус. Рио-де-Ла-Плата)                                                        | Факундо Монти                                             | 4:33         |
| 3.  | «Cómo te olvido» (рус. Как мне тебя забыть)                                                     | Клаудия Брант                                             | 3:44         |
| 4.  | «Luna brava» (рус. Смелая луна)                                                                 | Хавьер Перес Альварес                                     | 4:14         |
| 5.  | «Aburrida» (рус. Скучающая)                                                                     | Ф. Лопес Росси                                            | 3:40         |
| 6.  | «Estamos todos solos» (рус. Мы все одни; испаноязычный кавер на «We're all alone» Боза Скаггса) | Б. Скаггс, Ролли Эрнандес, Наталия Орейро, Ф. Лопес Росси | 3:40         |
| 7.  | «Gitano corazón» (рус. Цыганское сердце)                                                        | К. Брант, Марсело Берестовой                              | 3:06         |
| 8.  | «Febrero» (рус. Февраль)                                                                        | Афо Верде, Пабло Дюран                                    | 4:37         |
| 9.  | «Dónde irá» (рус. Куда приведет)                                                                | А. Верде, П. Дюран                                        | 5:01         |
| 10. | «Basta de ti» (рус. С тобой покончено)                                                          | Н. Орейро, Ф. Лопес Росси                                 | 3:30         |
| 11. | «Mata y envenena» (рус. Убивает и отравляет)                                                    | Ф. Лопес Росси                                            | 4:49         |
| 12. | «Si me vas a dar tu amor» (рус. Если ты мне подаришь свою любовь)                               | Ф. Лопес Росси                                            | 4:41         |
| 13. | «Que pena me das» (рус. Как мне тебя жаль)                                                      | Андрес Каламаро                                           | 3:30         |
| 14. | «Un ramito de violetas» (рус. Букетик фиалок; кавер на Сесилию)                                 | Сесилия (Эвангелина Собредо)                              | 4:32         |
| 15. | «Caliente» (рус. Горячий)                                                                       | Коти Сорокин, Пабло Духовны                               | 3:27         |

## Чарты
| Чарт(2001)                         | Высшая позиция |
| ---------------------------------- | -------------- |
| Chilean Albums (IFPI)              | 7              |
| Czech Albums (IFPI)                | 9              |
| European Albums (Music & Media)    | 56             |
| Greece International Albums (IFPI) | 2              |
| Венгрия (MAHASZ)                   | 4              |
| Spain Albums (PROMUSICAE)          | 7              |

## Сертификации
| Регион                                                      | Сертификация | Продажи |
| ----------------------------------------------------------- | ------------ | ------- |
| Аргентина (CAPIF)                                           | Золотой      | 30 000^ |
| Чехия                                                       | Платиновый   |         |
| Венгрия (Mahasz)                                            | Платиновый   | 20,000  |
| Израиль                                                     | Золотой      |         |
| ^ Данные о тиражах приведены только на основе сертификации. |              |         |

## История релиза
| Страна    | Дата           | Лейбл                |
| --------- | -------------- | -------------------- |
| Аргентина | 8 августа 2000 | BMG Ariola Argentina |